# Schismocarpus
Schismocarpus é um género botânico pertencente à família Loasaceae.

## Espécies
1. ↑  «Schismocarpus — World Flora Online». www.worldfloraonline.org. Consultado em 19 de agosto de 2020